# Pablo Salvador
Pablo Salvador Sepúlveda Montoya (Ciudad de Panamá, 10 de septiembre de 1979), conocido como Pablo Salvador, es un modelo y participante de concursos de belleza chileno. El mayor éxito de Chile en un concurso gay fue en febrero de 2011 cuando Salvador, Mr. Gay Chile 2009 - 2010, ganó el Concurso Internacional Mr Gay.

## Activismo
Como activista, Salvador trabajó como voluntario en diversas organizaciones LGBTI de Chile. Salvador fue Portavoz de la Comisión de Educación de Fundación Iguales, entrenador y portavoz de la organización Mister Gay Chile: The New Age, y portavoz de la Fundación Daniel Zamudio. Actualmente, Salvador es una activista LGBTI independiente.

## Titular
En la segunda edición del concurso Mister Gay Chile, Salvador vuelve a competir por el título y lo ganó, en diciembre de 2009.  En febrero de 2010, Salvador representa a Chile en la segunda edición de la realización de Mr Gay World en Oslo, Noruega  La actuación de Salvador fue elogiada por la prensa y por los jueces, especialmente en la entrevista personal realizada por el Editor en Jefe de la revista ADN.  De regreso a Chile, Salvador dedicó su etapa como Mister Gay Chile a apoyar causas sociales como la lucha contra el bullying y la homofobia, con apariciones en prensa y actividades de la comunidad gay.  En enero de 2011, Salvador compitió en el Mr. Gay International y ganó el título como Mr. Gay Internacional, Pablo Salvador trabaja para la comunidad LGBTQ+ apoyando la primera campaña chilena contra el bullying en las escuelas. La campaña Educando en la Diversidad fue realizada por el Movilh y el Colegio de Profesores. Pablo apareció en emisoras de radio y televisión de Chile como activista y portavoz. 

## Director de Mr. Gay
El ex Mister Gay Chile, Salvador, quien se convirtió en concursante de Mister Gay World y ganador de la última edición del concurso Mr. Gay International en 2011, es el titular oficial de la franquicia nacional de la Organización Mister Gay World en Chile desde 2016. Salvador es Director Nacional luego de que fuera heredado de su antecesor, Mister Gay Chile, La Nueva Era, quien había sido franquiciado de 2012 a 2013. Salvador vive en Madrid, España y es el Director Regional de Mister Gay World para Sudamérica desde 2018.